# Chromelosporium macrospermum
Chromelosporium macrospermum är en svampart som beskrevs av Hennebert 1973. Chromelosporium macrospermum ingår i släktet Chromelosporium och familjen Pezizaceae.   Inga underarter finns listade i Catalogue of Life.